# 杨守随
杨守随（1435年—1519年），字维贞，号贞庵、文湖，浙江鄞县（今浙江宁波）人。明朝政治人物，杨守阯之弟。

## 生平
成化元年（1465年）與兄杨守阯同舉乙酉科浙江鄉試，成化二年（1466年）聯中三甲进士，授江西道监察御史。成化二十三年（1487年）任廣西南寧府知府。後任顺天府府丞。
弘治初年因勘察南京守備中官蔣琮罪，被弹劾謫廣西右參政。久之，升任广西按察使。弘治八年（1495年），担任南京右僉都御史，提督操江。歷兩京大理卿。九年后，进工部尚书，仍掌管大理寺。正德元年（1506年），参与和内阁与六部弹劾刘瑾党案，被迫致仕。正德三年（1508年），被逮捕繫獄，罰米千石輸塞上。刘瑾被诛杀后恢复官职。又十年卒。赠太子少保，謚康簡。

## 家族
曾祖楊浩卿。祖父楊九疇。父楊自悆。母张氏。具庆下。兄楊守陳（编修）、守防。弟守阯（举人）、守䧦、守隰、守陸、守䧕、守隅。